# Portada/article agost 20
Va ser un tipus d'art on va destacar l'arquitectura per damunt de tot. D'escultura només en queden mostres a les decoracions de capitells i algunes plaques adossades en la construcció dels edificis; les pintures són les realitzades al fresc als murs dels temples. L'orfebreria va ser important tenint present la quantitat de peces que han arribat fins als nostres dies.

## Art asturià
L'art asturià o preromànic asturià és un estil artístic englobat dins el preromànic, localitzat a la península Ibèrica a la zona adjacent a la mar Cantàbrica que va quedar lliure de l'ocupació musulmana a finals del segle viii. Va ser vigent fins al començament del segle x, quan es va adoptar l'art romànic provinent de França.
Va ser un tipus d'art on va destacar l'arquitectura per damunt de tot. D'escultura només en queden mostres a les decoracions de capitells i algunes plaques adossades en la construcció dels edificis; les pintures són les realitzades al fresc als murs dels temples. L'orfebreria va ser important tenint present la quantitat de peces que han arribat fins als nostres dies.
L'any 1985, la UNESCO va declarar el conjunt de les esglésies del Regne d'Astúries com a Patrimoni cultural.